# Jeremy Seewer
Jeremy Seewer (Bülach, 18 luglio 1994) è un pilota motociclistico svizzero, vicecampione del mondo MXGP nelle stagioni 2019, 2020 e 2022.

## Carriera
Seewer ha iniziato il motocross nel 2001 con una 50cc. Nel 2005 è stato campione svizzero classe 65 e nel 2008 nella classe 85. Nel 2012 è passato al Campionato Europeo MX2. Ha ottenuto un podio, ma ha anche dovuto saltare due partite a causa di un infortunio. È riuscito a conquistare il quinto posto nella classifica finale. Nello stesso anno disputò una gara nel Campionato Mondiale Motocross MX2, riuscendo subito a conquistare alcuni punti. Seewer ha anche corso il Campionato Europeo MX2 nel 2013 ed è diventato vice-campione dietro al suo connazionale Valentin Guillod. Ha preso parte a quattro gare di Coppa del Mondo, classificandosi 27º nella classifica finale.
Nel 2014 esordisce nel campionato mondiale MX2. La stagione successiva, in sella ad una Suzuki si classifica al quinto posto. Nel 2016 è vice-campione della MX2, piazzamento che conferma nel 2017, anno in cui conquista cinque vittorie.
Nel 2018 esordisce nel campionato mondiale MXGP, in sella ad una Yamaha. Porta a termine il campionato classificandosi all'ottavo posto. Nel 2020, conquista la sua prima vittoria in assoluto nella classe MXGP, vincendo Gara 1 del GP di Lombardia. A fine campionato riesce a replicare lo stesso risultato del mondiale 2019, piazzandosi secondo nella classifica generale. Nel 2021 vince a Pietramurata e chiude al quarto posto. Nel 2022, sempre con Yamaha, si impone in tre Gran Premi ed è nuovamente secondo. Nel mondiale 2023 è terzo in classifica. Nel 2024 passa a Kawasaki.